# أندريه غريتري
أندريه إرنست مودست گريتري André Ernest Modeste Grétry (عاش 8 فبراير 1741 - 24 سبتمبر 1813) مؤلف موسيقي من الأسقفية الأميرية لييج (فيما هو الآن بلجيكا)، وعمل في منذ 1767 في فرنسا. وهو أبرز شخصية في أوبرا العصر الكلاسيكي الفرنسي. وكان أجنبياً ككثيرين غيره من أقطاب الموسيقى الفرنسية في القرن الثامن عشر. أشهر أعماله الاوپرات الكوميدية.
فقد ولد في لييج عام 1741 لعازف كمان فقير. ويروى أنه في ألو مرة تناول القربان طلب إلى الله أن يدعه يموت لتوه ما لم يكتب له أن يكون رجلاً صالحاً وموسيقياً عظيماً. في ذلك اليوم سقطت عارضة خشبية على رأسه وجرحته جرحاً خطيراً، ثم تماثل للشفاء، واستنتج أن السماء تعده بمستقبل سام (59). وكان منذ عامه السادس عشر يعاني دورياً من نزيف داخلي، يتقيأ فيه ستة أقداح من الدم في اليوم، وكان عرضة للإصابة بالحمى وبالهذيان ينتابه بين الحين والحين، وكاد أحياناً يجن لعجزه عن وقف نغمة موسيقية من التردد في رأسه دون توقف. ولعلنا نغتفر حتى الموسيقى الرديئة لرجل لقي كل هذا العذاب واحتفظ رغم ذلك بابتهاجه طوال اثنتين وسبعين سنة.
جريتري كان أول من كتب مقطوعات لآلة توبا كورڤا، وهي الآلة الموسيقية المتواجدة منذ العهد الروماني (باسم كورنو). وقد استخدم التوبا كورفا في الموسيقى التي ألفها لجنازة ڤولتير.
وحين كان في السابعة عشرة ألف ست سيموفنيات كانت من الجودة بحيث حصلت له من كاهن إحدى الكاتدرائيات على المال اللازم لسفره إلى روما. وقطع الطريق كله على قدميه فيما روته «المذكرات» الجذابة التي نشرها عام 1797(60)، وخلال الأعوام الثمانية التي أقام فيها بروما حمله نجاح برجوليزي على تأليف الأوبرات الهازلة. فلما جاء باريس (1767) لقي التشجيع من ديدرو، وگريم وروسو. ودرس فن الآنسة كليرون المسرحي، واكتسب مهارة غير عادية في مواءمة موسيقاه لنبرات الحديث الدرامي وتغيراته، وحقق في أوبراته رقة ونعومة غنائيين كأنهما انعكاس لروح روسو، وللعودة إلى البساطة ورقة العاطفة في الحياة الفرنسية. وظل محتفظاً بشعبيته طوال الثورة، التي أمرت بنشر مؤلفاته على نفقة الحكومة، وكانت الجموع الثورية تتغنى بألحان من أوبراته. وقد منحه نابليون معاشاً. وقد أحبه الجميع لأن حظه من وصمات العبقرية كان ضئيلاً؛ فهو رقيق القلب، ودود، أنيس، متواضع، يذكر منافسيه بالخير، ويؤدي ديونه. وقد أحب روسو مع أن روسو أساء إليه، واشترى الإرميتاج في شيخوخته، وهو الكوخ الذي أقام فيه روسو من قبل. في ذلك الكوخ، في 24 سبتمبر 1813، بينما كان نابليون يحارب أوروبا كلها، مات جريتري.

## روابط خارجية
- أندريه غريتري على موقع IMDb (الإنجليزية)
- أندريه غريتري على موقع الموسوعة البريطانية (الإنجليزية)
- أندريه غريتري على موقع ميوزك برينز (الإنجليزية)
- أندريه غريتري على موقع إن إن دي بي (الإنجليزية)
- أندريه غريتري على موقع ديسكوغز (الإنجليزية)